# 儲秀宮

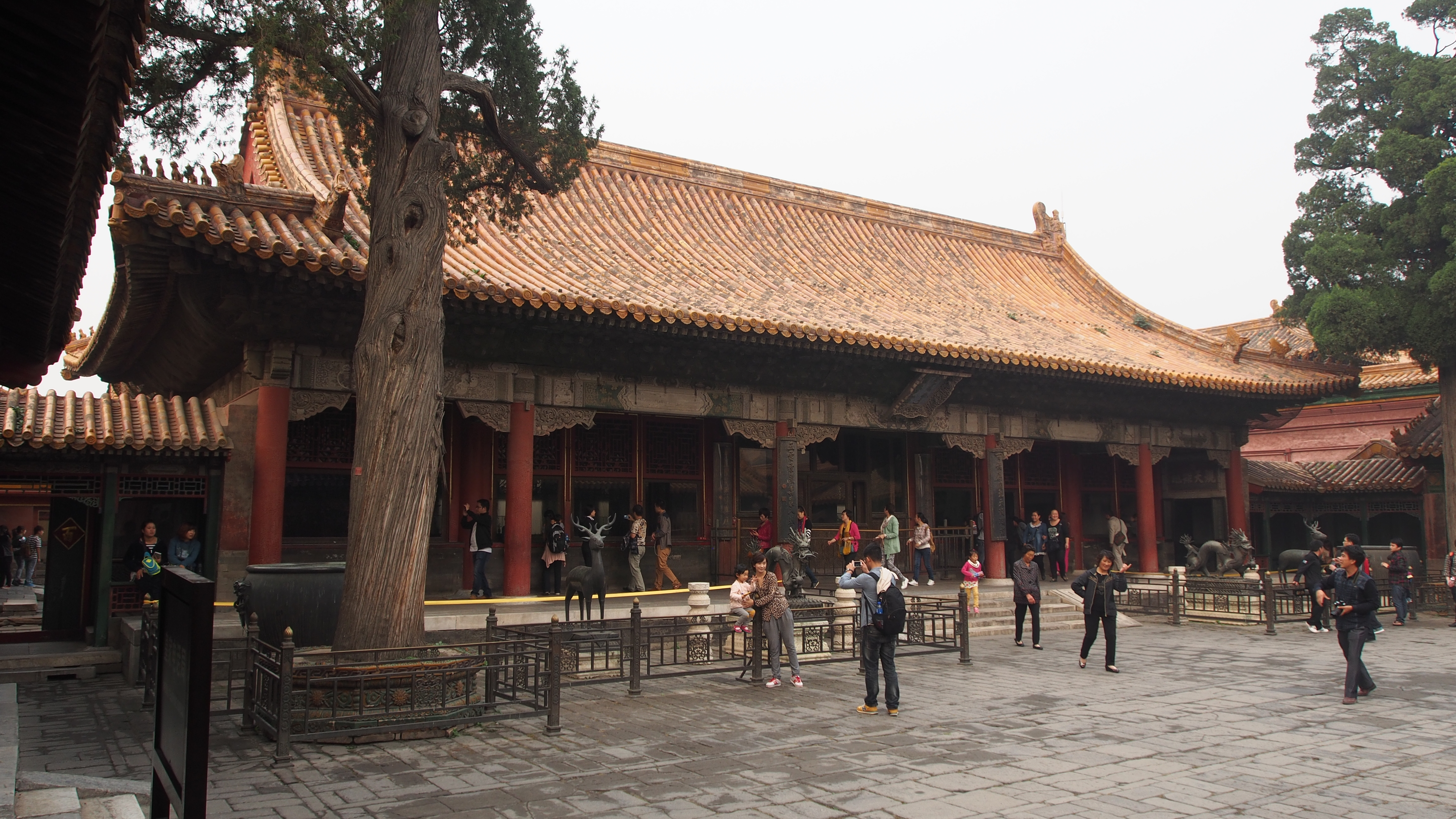
儲秀宮

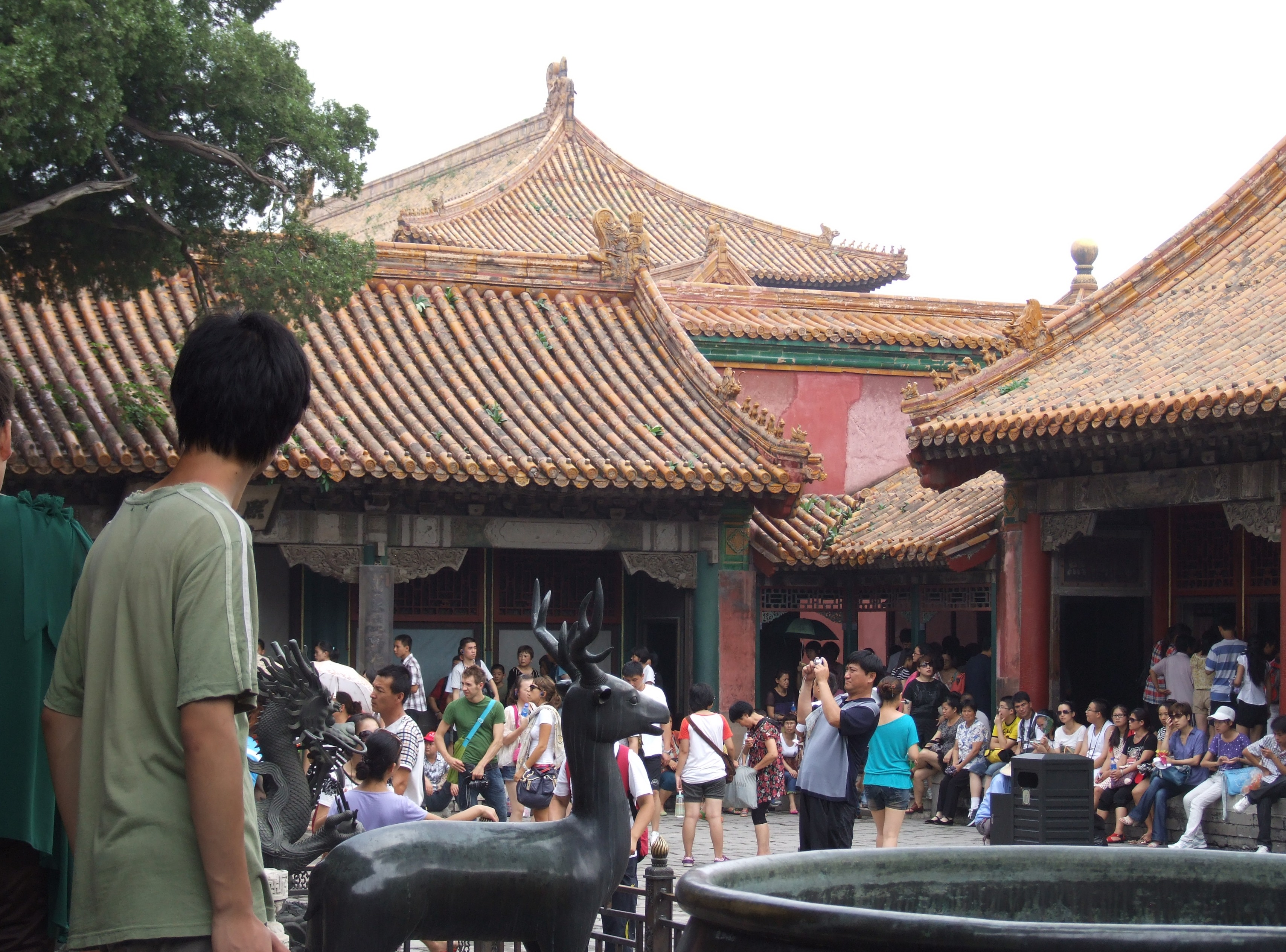
儲秀宮前院。左为養和殿，右为体和殿。近处是儲秀宮前西侧的戲珠銅龍及銅梅花鹿

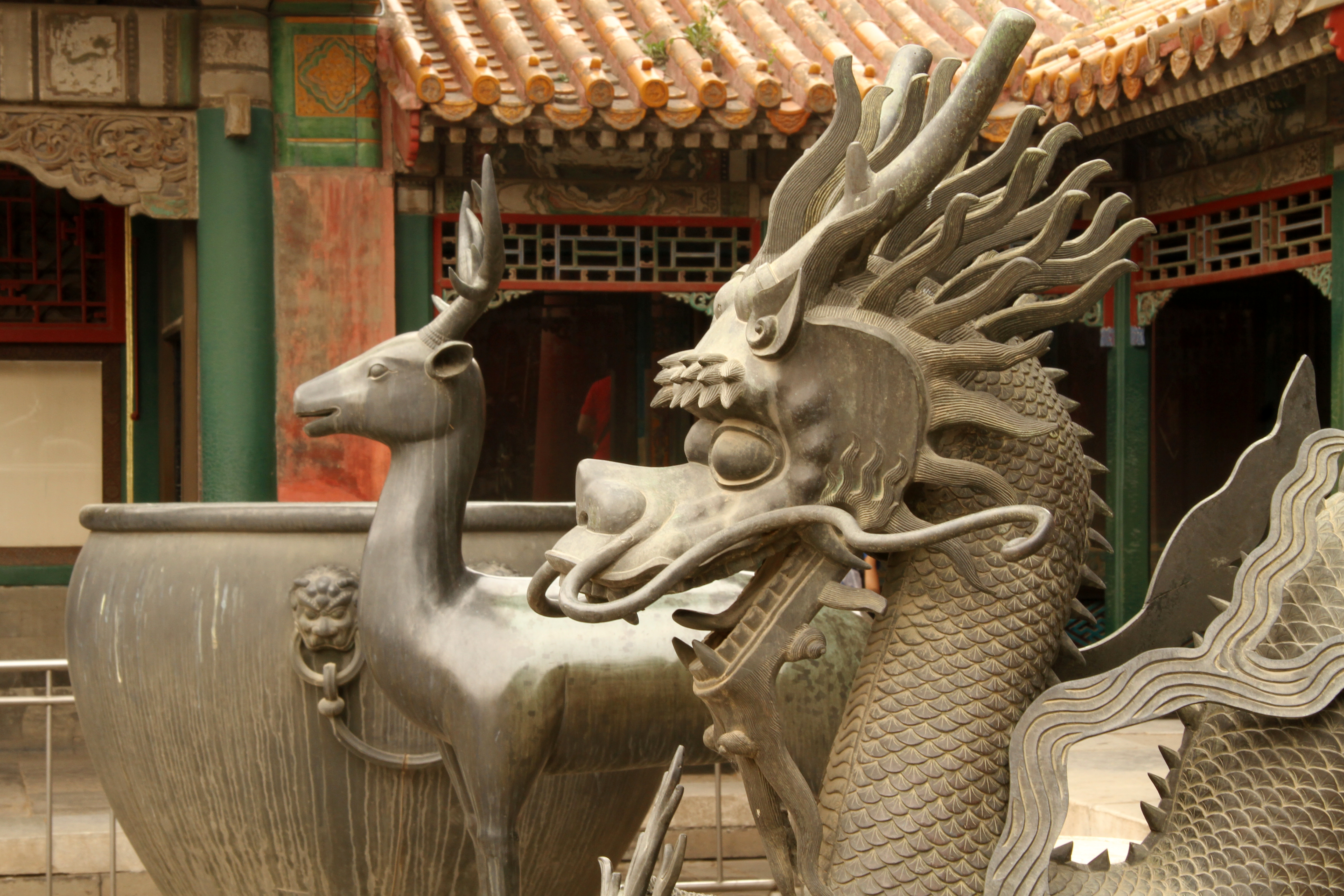
儲秀宮前西侧的戲珠銅龍及銅梅花鹿

儲秀宮（穆麟德轉寫：cu sio gung），為紫禁城內廷西六宮之一，位於西六宮區的東北角。

## 历史
储秀宫是紫禁城内廷西六宫之一，明朝、清朝时为妃嫔所居。储秀宫始建于明朝永乐十八年（1420年），初名“寿昌宫”，明朝嘉靖十四年（1535年）更名为“储秀宫”。清朝沿袭明朝宫名，曾多次修葺，光绪十年（1884年）为庆祝慈禧太后五十寿辰，花费63万两白银大规模整修储秀宫，储秀宫现存建筑为光绪十年重修之后的形制。
慈禧太后早年入宫后，曾居住储秀宫后殿，并在此生下同治帝。咸豐十一年（1861年），隨著咸丰帝駕崩、兒子同治帝登基，她和皇后一同以皇太后的身分住進了長春宮。光绪十年（1884年）慈禧太后五十寿辰时，又移居储秀宫，并将后殿定名为“丽景轩”。在丽景轩内西面兴建了室内戏台，形状与景祺阁戏台略同，是慈禧太后住储秀宫时常用的戏台之一。此戏台在溥仪大婚时因改设西餐房而被拆除。
储秀宫正殿前廊檐下挂有“储秀宫”陡匾。乾隆六年（1741年），乾隆帝命依照永寿宫陡匾的式样，制作十一面匾额，并亲自题写，分别挂在东六宫、西六宫除永寿宫之外的其他十一宫的正殿。乾隆帝还下谕旨：“自挂之后，至千万年，不可擅动，即或妃嫔移住别宫，亦不可带往更换。”
如今，储秀宫为宫廷生活原状陈列。緩福殿设为“皇家电话局”。麗景軒、鳳光室、猗蘭館举办“溥仪生活展”，其中麗景軒为原状陈列，鳳光室、猗蘭館展出溥仪生活用品及相关文物。

## 建筑

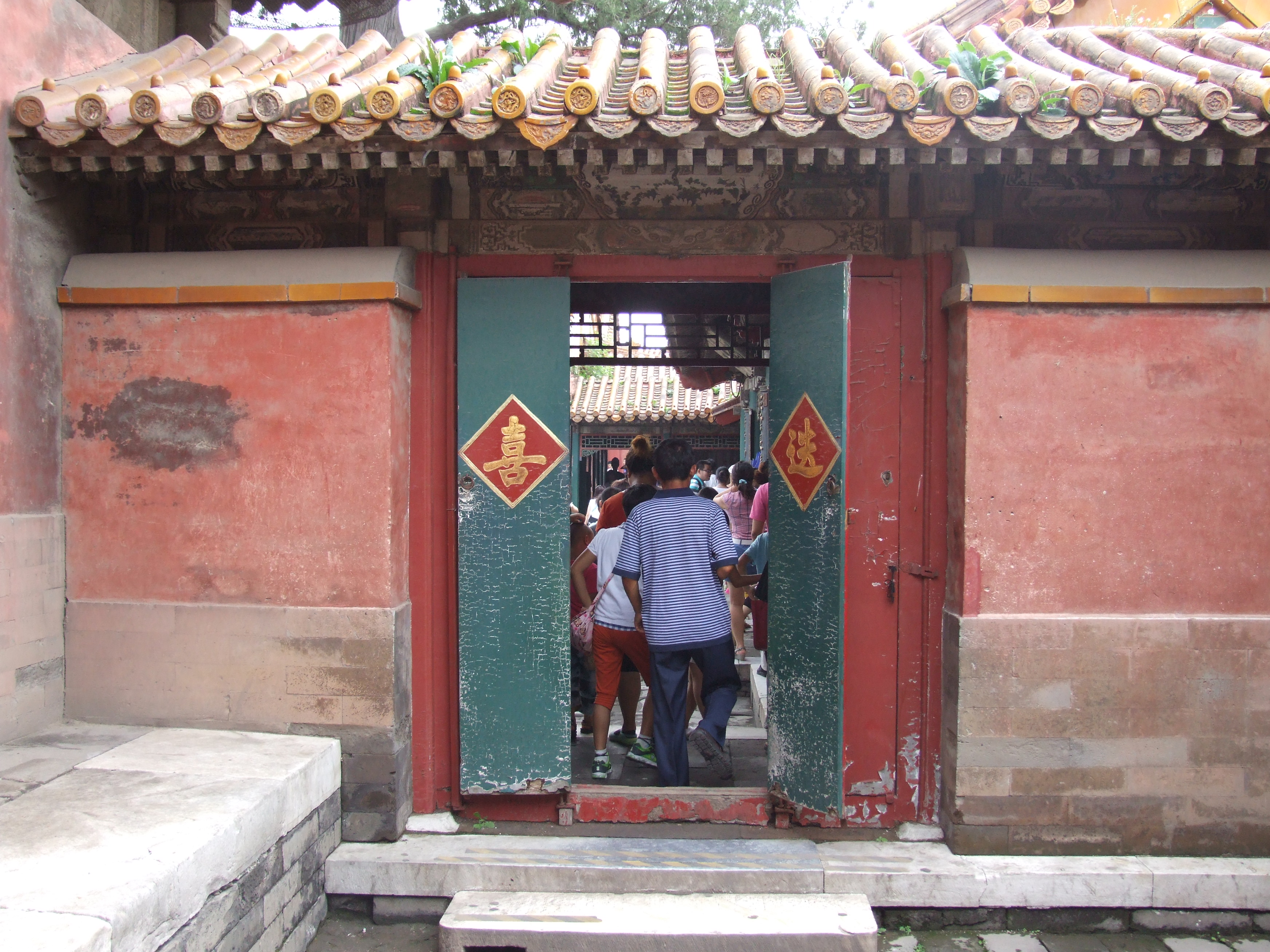
绥福殿北侧与儲秀宮之间的游廊上的门，自北向南拍摄。左端建筑为儲秀宮，游廊后面右侧建筑为绥福殿

储秀宫原来是二进院，前有储秀门及围墙。清朝晚期，拆除了储秀门及围墙，并且拆除翊坤宫后殿改建为穿堂殿，称“体和殿”，从而连通了储秀宫与翊坤宫，形成前后相通的四进院落。储秀宫前廊、东西配殿前廊、体和殿后檐廊转角相连，形成迴廊。迴廊的墙壁上镶贴着琉璃烧制的《万寿无疆赋》，是众臣为祝慈禧太后寿辰所撰写。
储秀宫的主要建筑有：

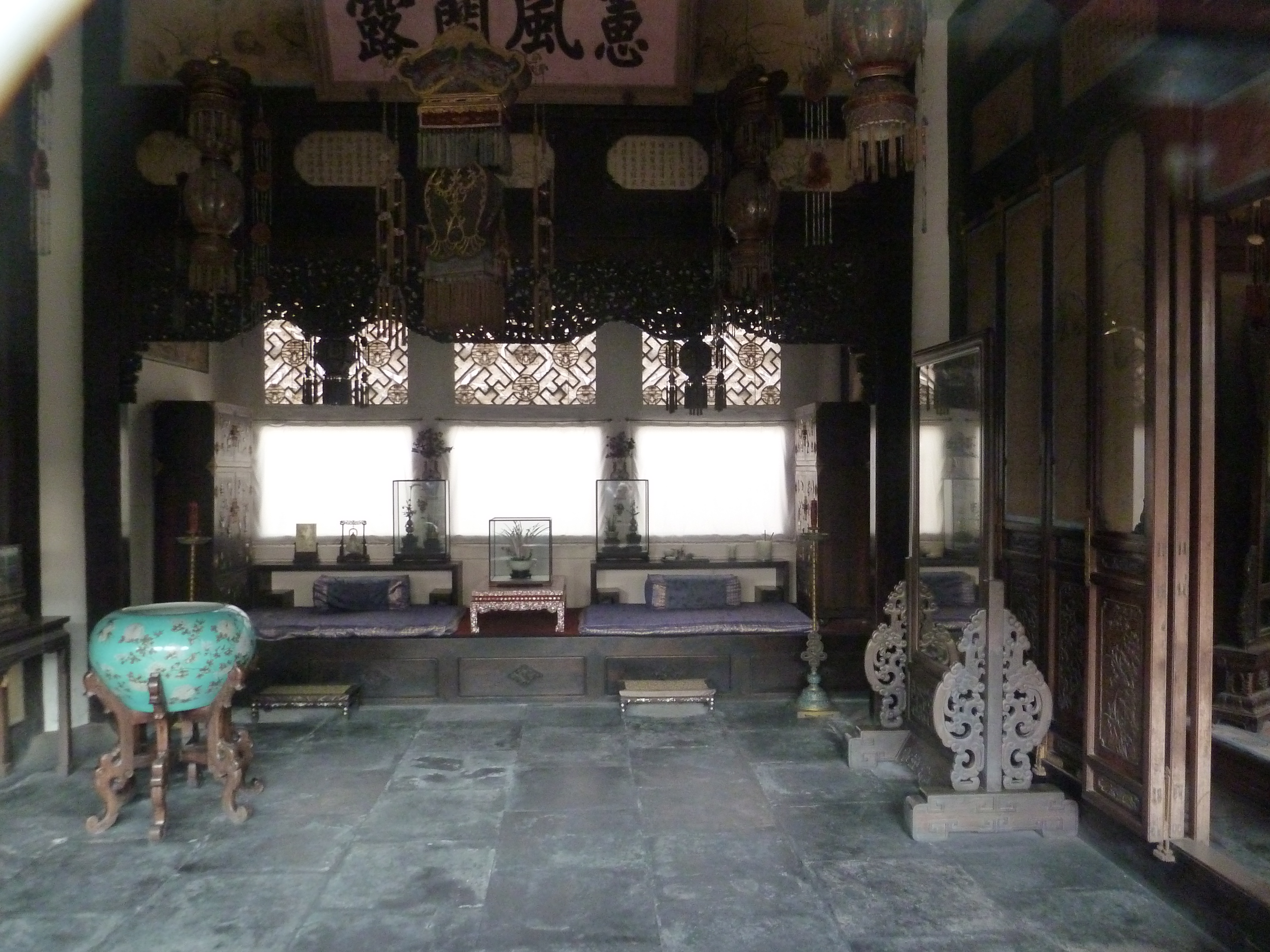
儲秀宮西次間。可见上方的“蕙風蘭露”匾

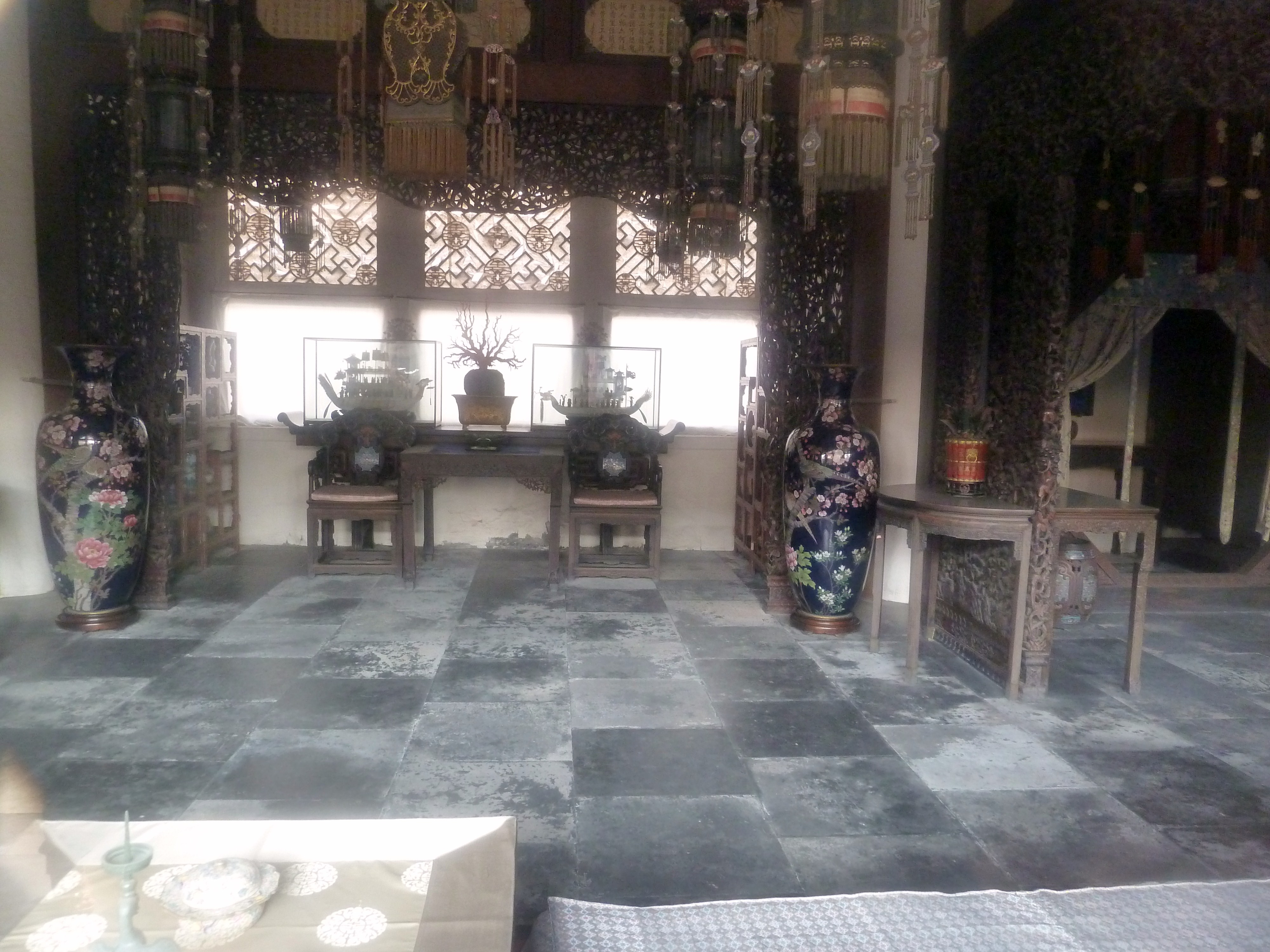
儲秀宮東次間

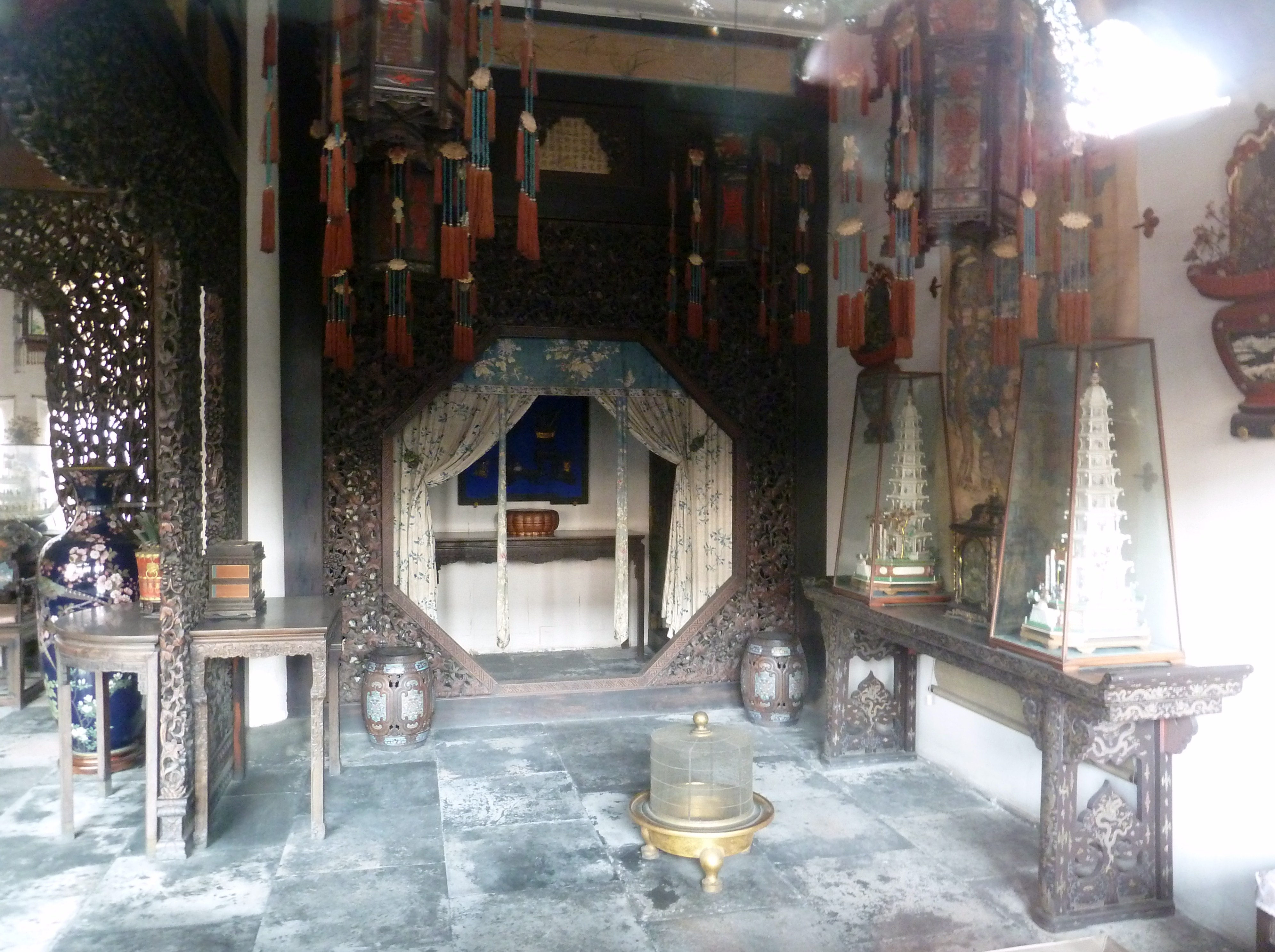
儲秀宮東梢間

- 儲秀宮：為儲秀宮的正殿。儲秀宮所在庭院寧靜而寬敞，兩棵古柏聳立院中，殿台基下的東、西兩側安有一對戲珠銅龍以及一對銅梅花鹿，是光緒十年慈禧太后五十壽辰時所鑄。儲秀宮为單檐歇山頂，面闊五間，前出廊。檐下施有鬥栱，梁枋繪有蘇式彩畫。門是楠木雕萬字錦底、五蝠捧壽、萬福萬壽裙板隔扇門。窗是萬字團壽紋步步錦支摘窗。內檐的裝修十分華麗而精巧。[1]前廊檐下懸掛“儲秀宮”陡匾，兩側對聯為“百福屏開，九天凝瑞靄；五雲景麗，萬象入春臺”。明間外檐正中悬挂“仁洽道丰”匾（慈禧太后题），两侧柱子上對聯為“瑞集瑤圖，融和開壽宇；祥呈閬苑，熙皞樂康衢”。[7]前廊東端小門上方刻有“規天矩地”石匾，前廊西端小門上方刻有“乾坤經緯”石匾。
  - 儲秀宮西梢間：西次間、西梢間之間用花梨木雕萬福萬壽紋為邊框、內鑲大玻璃的隔扇相隔，內設避風隔，西梢間當作暖閣，為居住用的寢室。[1]暖阁北面是床，床前安有硬木雕子孙万代葫芦床罩，床框张挂着蓝绸缎藤萝幔帐，床上安有紫檀木框玻璃镶画横楣床罩，张挂缎面绸里五彩苏绣帐子，床上铺有各式绣龙、凤、花卉锦被。[8]西梢間为慈禧太后卧室，各种家具俱全。床前东侧墙角处放置着一个黄花梨嵌螺钿盆架，也是慈禧太后当年使用过的家具，盆架全身嵌有螺钿，中间架牌嵌《进宝图》，寓意吉祥，应是为慈禧太后祝寿而制。[9]
  - 儲秀宮西次間：明間西側設有花梨木雕玉蘭紋裙板玻璃隔扇，將明間和西次間分隔開。[1]西次間西隔扇上方朝東懸掛“仁智之居”匾（慈禧太后題）。西次間北側設花罩，花罩以北為坐炕，花罩南側上方朝南掛“蕙風蘭露”匾（慈禧太后題）。西次間東隔扇上方朝西懸掛“雲霞煥彩”匾（潘祖蔭書，落款為“臣潘祖蔭敬書”）。[7]西次间的南窗、北窗下都设炕，为慈禧太后休息之处。[8]其中北侧炕上陈设着一对紫檀百宝嵌炕柜、炕桌、炕几等家具，炕前有脚踏，该炕西侧墙上有大幅的挂屏。光绪十年（1884），慈禧太后五十寿辰时，曾对室内重新装修，这对紫檀百宝嵌炕柜便是为祝寿而特制的。[9]
  - 儲秀宮明間：明間正中設有地屏寶座，後置五扇紫檀嵌壽字鏡心屏風。[1][8]屏风前设有宝座、香几、宫扇、香筒等。该宝座是慈禧太后平时接受臣工问安之座。[8]明間北侧上方懸掛“大圓寶鏡”匾。[1]西隔扇上方懸掛“履端舉正”匾（潘祖蔭書，落款為“臣潘祖蔭敬書”）。明間西門上朝東懸掛“觀象通乾”匾（慈禧太后題）。明間東門上朝西懸掛“道志和聲”匾（梁耀樞書，上款為“光緒乙酉中秋”，下款為“臣梁耀樞敬書”）。[7]
  - 儲秀宮東次間：明間東側設有花梨木雕竹紋裙板玻璃隔扇，將明間和東次間分隔開。[1]東次間西隔扇上方朝東懸掛“榮鏡無外”匾（慈禧太后題）。東次間北側設花罩，花罩以北在窗下擺放一張桌子，桌子两侧各有一把椅子，花罩南側上方朝南掛“鏤章霞布”匾（慈禧太后題）。東次間東隔扇上方朝西懸掛“順時施宜”匾（梁耀樞書，上款為“光緒乙酉中秋”，下款為“臣梁耀樞敬書”）。[7]
  - 儲秀宮東梢間：東次間、東梢間之間用花梨木透雕纏枝葡萄紋落地罩相分隔。[1]東梢間内北侧设有一个花梨木透雕缠枝葡萄八方罩，罩内有桌案等陈设，罩脚南侧有一对紫檀嵌珐琅坐墩。东梢间靠南窗设有木炕，两侧摆放黄花梨雕螭纹炕案，上面陈设有瓷瓶及珊瑚盆景。东梢间东侧靠墙设有一张黑漆嵌螺钿翘头案，案上有钟表和一对象牙宝塔，东墙上悬挂缂丝福禄寿三星祝寿图，两侧挂有壁挂，案前的地面上有一只炭炉。[8][9]
  - 養和殿：儲秀宮的東配殿。面闊三間，硬山頂。[1]前檐下懸掛“熙天曜日”匾（慈禧太后題），兩側對聯為“萬象曉歸仁壽鏡，百花春隔景陽鐘”。[7]
  - 緩福殿：儲秀宮的西配殿。面闊三間，硬山頂。[1]前檐下懸掛“和神茂豫”匾（慈禧太后题），兩側對聯為“彩雲長繞甘泉樹，淑景初臨建始花”。[7]2005年7月22日，“皇家電話局”在緩福殿开设，其中设置了仿古样式的公用电话，为游客服务。该电话局的挂牌是中国网通与故宫博物院全面进行通信合作的标志，同日还举行了故宫博物院80周年院庆纪念卡首发式。緩福殿内展出清宮當年在紫禁城内設電話局的相關資料。1910年4月（宣统二年二月），紫禁城内安装10门用户交换机，在后宫建福宫、储秀宫、长春宫设专线电话共6部，这也是中国最早的皇家电话局。[5]

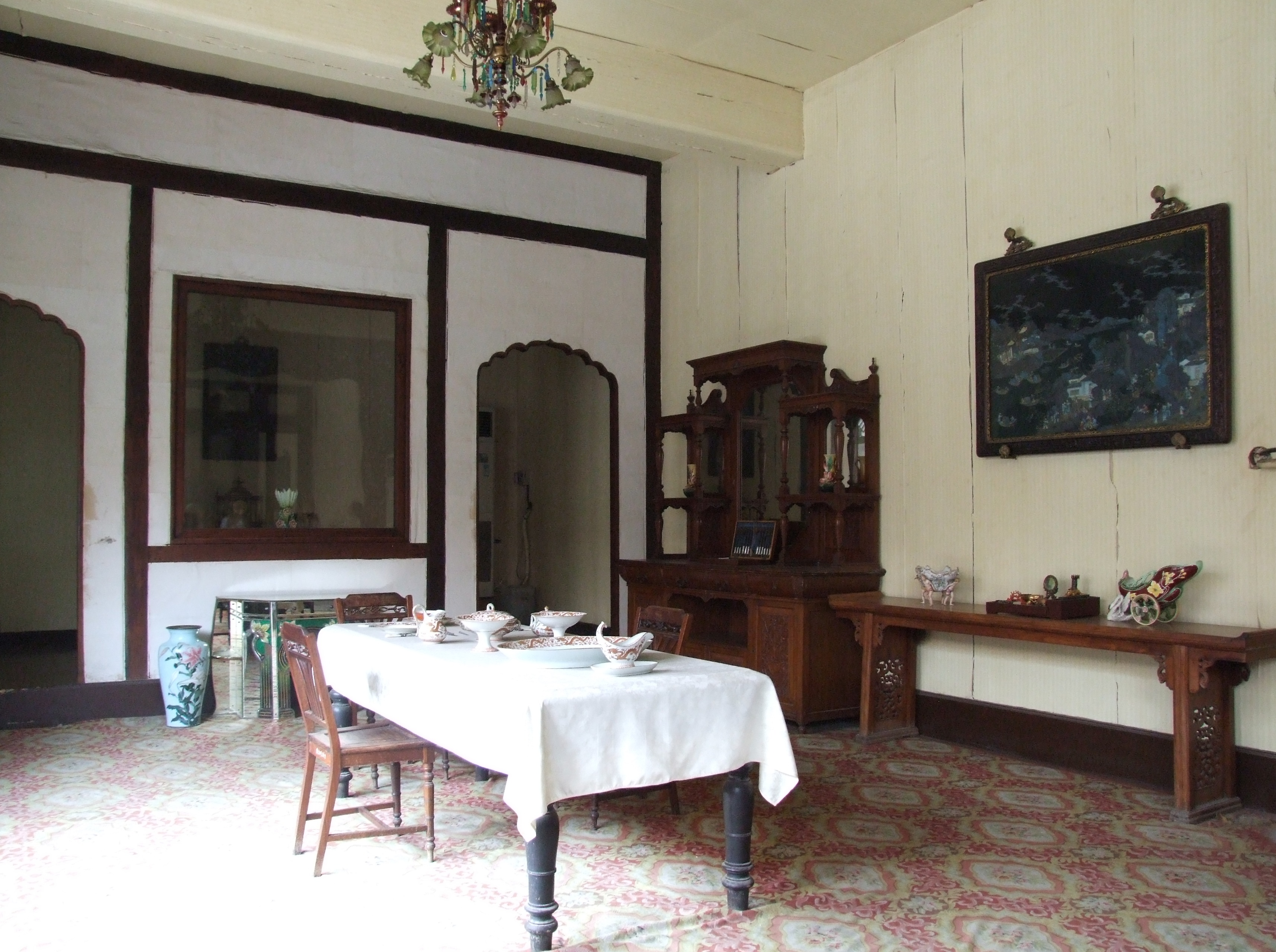
麗景軒内的西餐房

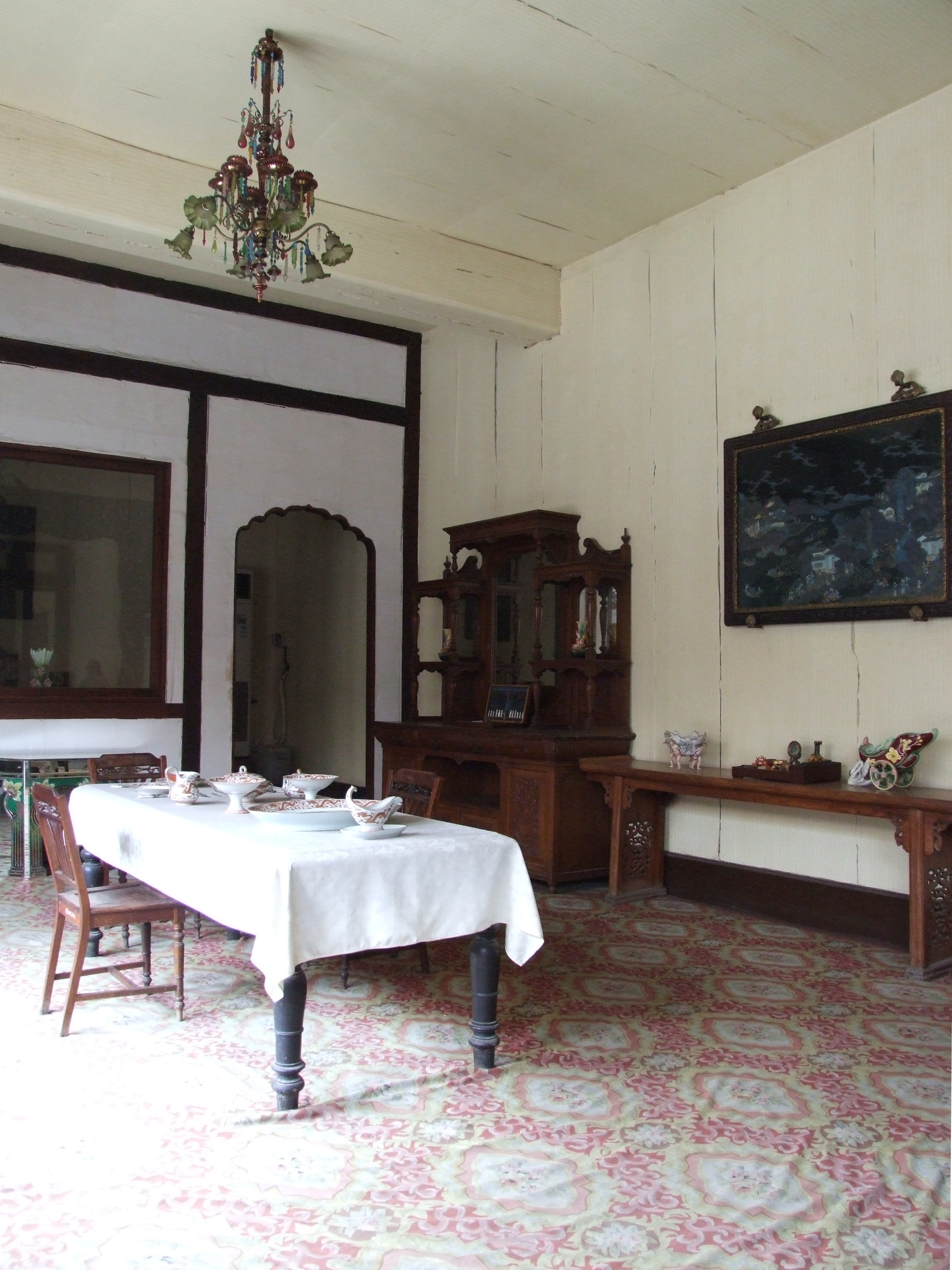
麗景軒内的西餐房

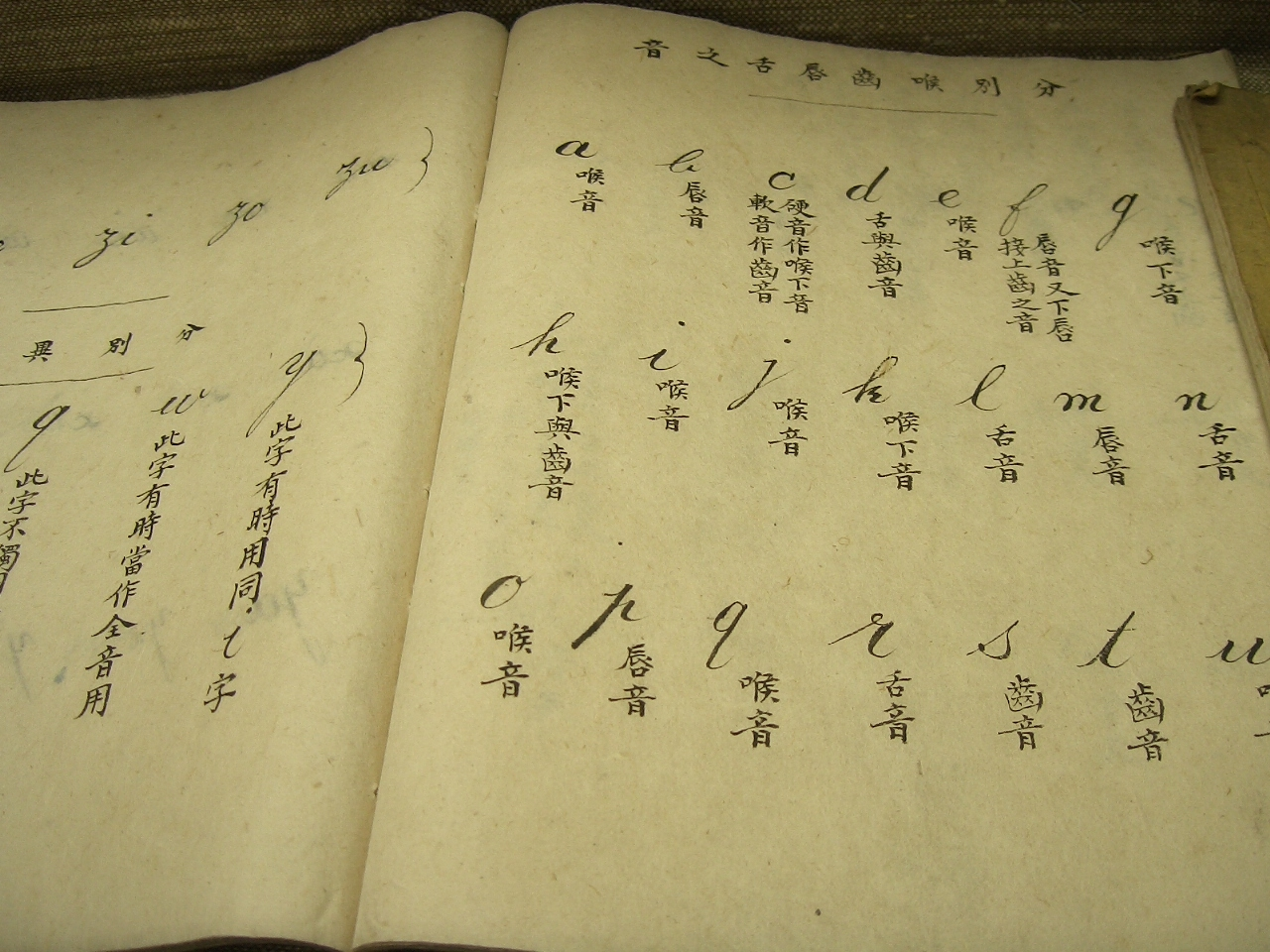
鳳光室、猗蘭館内展出了溥仪的许多生活用品。这是溥仪用来学习英文字母发音的课本

- 麗景軒：為儲秀宮的後殿，面闊五間，單檐硬山頂。[1]前檐下懸掛“麗景軒”横匾（慈禧太后題），兩側對聯為“和氣滿彤墀書陳康樂，瑤光輝紫極景叶升恆”。[7]如今麗景軒内按照中华民国时期溥仪、婉容生活时的场景布置：明间供游客进入参观；西梢间和西次间之间有花罩，隔断上南北各有一门，两门中间为一块大玻璃窗；西次间为西餐房，室内中央摆放一长桌，桌上有西式餐具，桌旁有两把座椅，北侧靠墙为一条案，条案西侧有一木柜；东次间中央摆一小茶桌，桌旁也有两把座椅，北侧靠墙为一条案；东梢间和东次间之间有隔断，东梢间内摆放一架三角钢琴，东墙南北各摆一面落地镜，东墙中间靠墙摆一桌，南北各摆一把椅子。麗景軒东、西两侧各有耳室。
  - 鳳光室：麗景軒的東配殿。[1]前檐下懸掛“鳳光室”横匾（慈禧太后題），兩側對聯為“璇宮日麗恆春樹，璧沼波涵益壽花”。[7]
  - 猗蘭館：麗景軒的西配殿。[1]前檐下懸掛“猗蘭館”横匾（慈禧太后題），兩側對聯為“瑞靄曉迎荷盖露，晴曦低映竹溪雲”。[7]
  - 水井：麗景軒前庭院的南侧东、西各有水井一眼，其上原有的井亭已无存。

## 居住者
- 清康熙朝庶妃：出身蒙古扎鲁特部，伯父为四等台吉多尔济。康熙八年与慧妃一同入宫，称储秀宫格格、蒙古格格，康熙十六年被遣送出宫，由蒙古本家接回，原因不详。
- 清康熙朝平妃：康熙帝原配孝诚仁皇后之妹，康熙十九年十月入宫后居于储秀宫，档案中称其为“储秀宫格格”
- 清乾隆朝孝贤纯皇后富察氏 ：乾隆登基初，赏赐“德洽六宫”匾额给储秀宫，后富察氏所生的七阿哥永琮在档案内被称为“储秀宫阿哥”。乾隆十三年皇后富察氏在山东德州病逝，灵柩进宫前，其女固伦和敬公主及其他近支王福晋都于储秀宫齐集迎灵。
- 清乾隆朝孝仪纯皇后魏佳氏：乾隆二十七年南巡用船档案记载，令贵妃居储秀宫。魏佳氏一直在此居住到病逝。
- 清乾隆朝顺贵人钮祜禄氏：乾隆四十一年诊断怀孕封妃后搬入储秀宫，最后流产。乾隆四十四年搬入永寿宫。
- 清乾隆朝循贵妃伊尔根觉罗氏
- 清嘉庆朝孝和睿皇后钮祜禄氏：嘉慶帝登基前的側福晉，嘉慶帝登基為帝後冊封她為貴妃，之後又升為皇貴妃。在孝淑睿皇后病故後，嘉慶帝依乾隆帝之命尊她為皇后。她曾居住景仁宫抚育幼年旻寧而在被册封为皇后之后便移居儲秀宫。[4]道光帝旻寧登基後，孝和睿皇后被尊為“恭慈皇太后”，之後她以皇太后的身分遷至壽康宮居住。
- 清道光朝孝慎成皇后佟佳氏。道光帝第二任妻子，潜邸继福晋。道光二年立为皇后，道光三年养子大阿哥成婚，于储秀宫挂彩、唱戏。
- 清咸丰朝蘭贵人：即慈禧太后，她在入宮後便一直居住於儲秀宮，在兒子登基為同治帝後，以皇太后的身分住到長春宮。光緒十年重新住回當年居住過的儲秀宮，並曾下命改建此宮。
- 清咸丰朝英嫔：咸丰三年至四年当居于此[10]
- 清咸丰朝丽贵人：咸丰三年当居于此[10]
- 清咸丰朝璷贵人：咸丰五年当居于此[10]
- 清咸丰朝璹贵人：咸丰六年当居于此[10]
- 清咸丰朝玉贵人：咸丰九年当居于此，后晋封为玉嫔[10]
- 清同治朝孝哲毅皇后阿鲁特氏：蒙古正蓝旗人（后因封后而抬旗入满洲镶黄旗），清朝第三位从大清门抬进紫禁城的皇后，大学士赛尚阿的孙女，顾命八大臣郑亲王端华外孙女，顾命八大臣肃顺是端华的弟弟，也就是阿鲁特氏的叔外祖父，三等承恩公户部尚书崇绮之女，孝贞显皇后（慈安太后）姑表外甥女，恭肃皇贵妃侄女。于同治十一年（1872年）二月初三日选秀女时指立为皇后。同年九月十四日，行册立礼。同治十一年（1872年）九月十五日子刻，入宫合卺。同治十三年（1874年）穆宗驾崩后，同年十二月德宗光绪帝即位，奉两宫皇太后命，尊为嘉顺皇后。光绪元年（1875年）二月二十日寅时崩于储秀宫，享年二十二岁。
- 逊帝溥儀皇后婉容：民國十一年（1922年）和溥儀行婚禮後，便住進儲秀宮。初入住時，這裡還保留著慈禧太后生活過的痕跡，婉容遂對此宮作了許多變更：
  - 儲秀宮正殿的西暖閣曾是慈禧太后的寢室，婉容將之改為浴室。
  - 體和殿原為慈禧的用膳之處，婉容改成書房兼起居室。
  - 儲秀宮後殿麗景軒，婉容在此設置了西式餐具、餐桌等，改成西餐房。